# Zdík z Janovic
Zdík z Janovic (13. století? – po 1295?) byl český šlechtic z rodu Janoviců.

## Život
Narodil se jako syn šlechtického předáka Purkarta z Janovic. V pramenech se objevil pouze v roce 1295, kdy se zúčastnil zasedání zemského soudu. Vlastnil hrady Vimperk a Janovice. Možná ještě za jeho života však z neznámých pohnutek hrad Vimperk z rukou Janoviců přešel do vlastnictví Viléma z Strakonic. Zdík po sobě zanechal pět synů – Jana, Vavřince, Herborta, Peška a Purkarta II. Zřejmě po něm dostala název vesnice Zdíkov nedaleko od Vimperka.